# Mujaid Sadick
Mujaid Sadick Aliu (Logroño, 14 marzo 2000) è un calciatore spagnolo, difensore del Genk.

## Carriera

### Club
Cresciuto nel settore giovanile del Deportivo La Coruña, debutta in prima squadra il 12 maggio 2018 in occasione dell'incontro di Primera División perso 4-2 contro il Villarreal.
Il 18 maggio 2021 passa a titolo definitivo al Genk.

### Nazionale
Ha giocato nelle nazionali giovanili spagnole Under-17 ed Under-18.

## Statistiche
Statistiche aggiornate al 20 giugno 2022.

### Presenze e reti nei club
| Stagione                   | Squadra                    | Campionato                 | Campionato | Campionato | Coppe nazionali | Coppe nazionali | Coppe nazionali | Coppe continentali | Coppe continentali | Coppe continentali | Altre coppe | Altre coppe | Altre coppe | Totale | Totale | Totale |
| Stagione                   | Squadra                    | Comp                       | Pres       | Reti       | Comp            | Pres            | Reti            | Comp               | Pres               | Reti               | Comp        | Pres        | Reti        | Pres   | Reti   |        |
| -------------------------- | -------------------------- | -------------------------- | ---------- | ---------- | --------------- | --------------- | --------------- | ------------------ | ------------------ | ------------------ | ----------- | ----------- | ----------- | ------ | ------ | ------ |
| 2017-2018                  | Deportivo B                | SDB                        | 3          | 0          |                 | -               | -               |                    | -                  | -                  |             | -           | -           | 3      | 0      |        |
| 2018-2019                  | Deportivo B                | SDB                        | 13         | 0          |                 | -               | -               |                    | -                  | -                  |             | -           | -           | 13     | 0      |        |
| 2019-2020                  | Deportivo B                | TD                         | 9          | 0          |                 | -               | -               |                    | -                  | -                  |             | -           | -           | 9      | 0      |        |
| Totale Deportivo B         | Totale Deportivo B         | Totale Deportivo B         | 26         | 0          |                 | -               | -               |                    | -                  | -                  |             | -           | -           | 26     | 0      |        |
| 2017-2018                  | Deportivo La Coruña        | PD                         | 2          | 0          | CR              | 0               | 0               |                    | -                  | -                  |             | -           | -           | 2      | 0      |        |
| 2019-2020                  | Deportivo La Coruña        | SD                         | 28         | 0          | CR              | 1               | 0               |                    | -                  | -                  |             | -           | -           | 29     | 0      |        |
| 2020-2021                  | Deportivo La Coruña        | SDB                        | 17+5       | 0          | CR              | 2               | 0               |                    | -                  | -                  |             | -           | -           | 24     | 0      |        |
| Totale Deportivo La Coruña | Totale Deportivo La Coruña | Totale Deportivo La Coruña | 52         | 0          |                 | 3               | 0               |                    | -                  | -                  |             | -           | -           | 55     | 0      |        |
| 2021-2022                  | Genk                       | D1                         | 22+3       | 2+0        | CB              | 1               | 0               | UCL+UEL            | 2+4                | 0                  | SB          | 1           | 0           | 33     | 2      |        |
| Totale carriera            | Totale carriera            | Totale carriera            | 103        | 2          |                 | 4               | 0               |                    | 6                  | 0                  |             | 1           | 0           | 114    | 2      |        |

## Palmarès

### Nazionale
- Giochi del Mediterraneo: 1

 Tarragona 2018